# Eupompe
Eupompe (en grec antic Εὐπόμπη) va ser, segons la mitologia grega, una de les cinquanta Nereides, filla de Nereu, un déu marí fill de Pontos, i de Doris, una nimfa filla d'Oceà i de Tetis.
La menciona Hesíode a la seva llista de nereides. El seu nom vol dir "la de la bella processó", potser en referència a les processons que es feien en homenatge a les nereides.